# Pere Calderó Ripoll
Pere Calderó Ripoll (Reus, 25 d'octubre de 1916 - 16 de juliol de 2009) va ser un pintor català.
El 1928, després de passar per l'escola pública, va iniciar estudis a l'Escola Municipal d'Aprenents, que l'any següent va passar a ser l'Escola del Treball. Va tenir de professors Tomàs Bergadà i Magda Folch, i era company de Ceferí Olivé, una mica més gran que ell, i que el va iniciar en l'aquarel·la, i amb qui, el 1934, va compartir unes golfes on es reunien a pintar amb un altre llogater, Francesc Torné Gavaldà, també aquarel·lista. Va tenir per mestre durant un temps a Josep Ferré Revascall, amb el que va treballar el dibuix. Va fer algunes exposicions, a Reus a la Llibreria Nacional i Estrangera de Salvador Torrell, i a Barcelona a l'Agrupació d'Aquarel·listes, fins que el 1937 va ser mobilitzat i destinat a Madrid, on va fer de delineant en una secció de Cartografia i Topografia del bàndol de l'Exercit de la República.

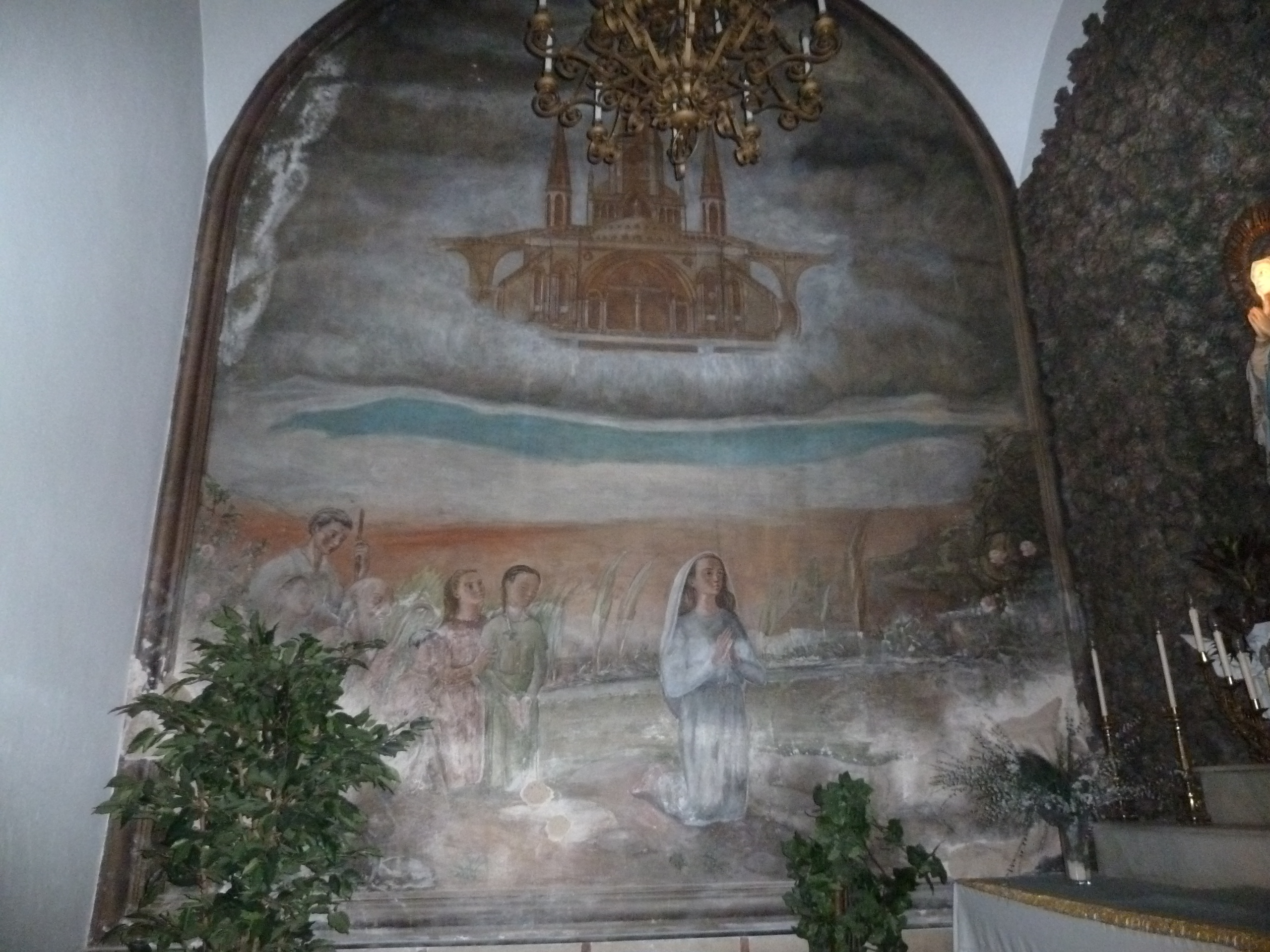
Església de la Puríssima Sang (Reus). Mural de Pere Calderó

Acabada la guerra va tornar a Reus, però va ser cridat a fer el servei militar el 1940. Destinat a Madrid, visitava assíduament el Museo del Prado i va estudiar a la Escuela de Bellas Artes de san Fernando, on va rebre classes de José Capuz. Tornat a Reus, es va casar amb la poeta Maria Cabré Roigé, i va treballar amb l'escultor Modest Gené mentre seguia també amb la pintura. La seva obra, a més de dibuixos i quadres, va anar dirigida a elaborar murals i frescos de temàtica religiosa, com els de l'Església de la Sang, de Reus, i també va destacar com a retratista, sobretot de la figura de la dona.
Ell mateix definia la seva obra com un noucentisme flexible, «en la línia de Rebull».
D'ideologia catalanista i republicana, va participar amb els grups d'activistes culturals els anys 1945 i 1946 dirigits per Joaquim Santasusagna i va il·lustrar alguns llibres de poemes que van publicar aquest grup d'intel·lectuals. Va formar part, a la immediata postguerra, de la Peña del Laurel, que reunia un grup d'escriptors i artistes reusencs al cafè del Teatre Bartrina, llavors desvinculat del Centre de Lectura. Però Pere Calderó era conegut sobretot per la seva dedicació a l'ensenyament, dedicació que va començar l'any 1948. Primer com a professor de dibuix tècnic i artístic a l'Escola del Treball de Reus i després a l'Escola d'Art del Centre de Lectura i a l'Institut Gaudí. Va conservar l'estudi que havia llogat amb Ceferí Olivé i Francesc Torné, i allà continuava, un cop jubilat, donant classes de dibuix i pintura i aconsellant joves estudiants. Una altra activitat seva era la de restaurador de quadres. Pere Calderó va iniciar diversos artistes que després evolucionarien per ells mateixos, com Ramon Ferran o Joaquim Chancho.
Va tenir diversos premis i medalles: El 1935 va ser guardonat per l'Agrupació d'Aquarel·listes de Catalunya, el 1949 va obtenir la medalla Tapiró de la Diputació de Tarragona, el 1958 la medalla Fortuny de Reus, i altres premis a Flix i a Amposta.